# Пис, Чарльз
Чарльз Пис (англ. Charles Peace; 14 мая 1832 — 25 февраля 1879) — английский грабитель и убийца.

## Биография
Родился 14 мая 1832 года в Дарналле, пригород восточного Шеффилда; был младшим сыном сапожника Джона Писа и его жены Джейн, дочери военно-морского хирурга.
Учился в школах Питсмура и Диннингтон, затем стал учеником на заводе в Миллсэндсе близ Шеффилда. В четырнадцать лет Чарльз навсегда остался калекой в результате несчастного случая на сталепрокатном стане. Эта травма наложила отпечаток на его последующую жизнь. Он выучился хорошо играть на скрипке, а также стал вором-взломщиком.
В 1854 году Чарльз Пис был признан виновным в многочисленных кражах со взломом и приговорен к четырём годам каторги. В 1859 году женился на вдове по имени Ханна Уорд. Вскоре совершил очередную крупную кражу со взломом в Манчестере, едва не убив пришедшего его арестовать полицейского. В результате был приговорен к шести годам каторжных работ.
Освободившись, сосредоточился на своем бизнесе по производству рамок для картин. Затем он начал работать на Северо-Восточной железной дороге, с которой был уволен за прогул. Вернувшись в Дарналл, познакомился с инженером-строителем по имени Дайсон. У Чарльза появился нездоровый интерес к жене Дайсона, который предупредил Писа, чтобы тот не вмешивался в дела семьи Дайсонов.
Дайсон переехал в другой пригород Шеффилда — Баннер-Кросс, Чарльз Пис продолжил приставать к его жене и здесь. В результате очередной ссоры Пис убил Дайсона выстрелами из пистолета и пустился в бега; за его голову давали 100 фунтов стерлингов. Полиция составила описание Чарльза Писа, который менял свою внешность и место жительства, пытаясь избежать обнаружения. В Ноттингеме он познакомился с миссис Сью Томпсон, которая стала его любовницей, но в конечном итоге выдала его местонахождение полиции (которая отказала ей в вознаграждении в размере 100 фунтов стерлингов на том основании, что её показания не привели непосредственно к осуждению Писа). В начале 1877 года они переехали жить в Лондон, расположившись в районе Блэкхит, стала отмечаться волна краж со взломом. Именно здесь Чарльз Пис был пойман 10 октября 1878 года, ранив при этом одного из задержавших его полицейских.
Из тюрьмы Пентонвилля, где он отбывал наказание, Пис был доставлен в Шеффилд и предстал перед судом по обвинению в убийстве Дайсона. Его адвокат — Уильям Клегг, пытался доказать, что Дайсон первым напал на Писа, который отреагировал на это в порядке самообороны. Затем Чарльз Пис предстал перед судом присяжных в Лидсе, который начался 4 февраля 1879 года.
Обвинение представлял королевский адвокат Кэмпбелл Фостер, защищал Писа юрист и политик Фрэнк Локвуд. Единственным реальным свидетелем ссоры и стрельбы была миссис Дайсон. Несколько других свидетелей утверждали, что видели Писа по соседству в ночь убийства. Подводя итоги, судья Лопес сказал, что присяжные должны выполнить свой долг перед обществом посредством принесённой ими присяги. Через десять минут после того, как они удалились, присяжные вернулись с обвинительным приговором. На его основании судья вынес смертный приговор, который был приведён в исполнение в тюрьме Armley Prison 25 февраля 1879 года (через повешение). Похоронен Пис на тюремном кладбище Leeds Prison Cemetery. Перед казнью Пис признался также в убийстве заставшего его при краже полицейского, совершенном им в 1876 году, за которое был осужден другой человек.
История Чарльза Писа вдохновила многих писателей и кинематографистов.